# 姚学甲
姚学甲（？—？），山东巨野县人，清朝政治人物。同进士出身。

## 生平
乾隆三十一年（1766年），登進士。乾隆四十三年（1778年）十月起六度出知江苏嘉定县。嘉庆五年（1800年）去职。